# Denpasar
Denpasar je největším a hlavním městem indonéského ostrova Bali, současně má status hlavního města provincie Bali, jedné ze 33 indonéských provincií. V roce 2010 měl oficiálně 788 445 obyvatel.
Nedaleké mezinárodní letiště Ngurah Rai je třetím nejvytíženějším letištěm v zemi, nachází se však u letoviska Kuta, nikoli přímo v Denpasaru, jak je často mylně uváděno.

## Historie
Denpasar byl hlavním městem království Badung. To si podmanilo Nizozemsko během nizozemské intervence na Bali v roce 1906. Královský palác byl vyrabován a zbourán Nizozemci, přičemž představitelé královské dynastie při této události spolu s mnoha zástupci balijské šlechty spáchali hromadnou rituální sebevraždu (tzv. puputan). Na památku této události je na dnešním centrálním náměstí, nesoucím název „Taman Puputan“, socha Puputan z roku 1906.
Denpasar nakonec zůstalo správním centrem regentství Badung, a v roce 1958 se dokonce stalo sídlem vlády pro provincii Bali. Poté, co se stal Denpasar centrem vlády pro Level II a Level I Badung, Bali zaznamenala prudký růst jak z hlediska fyzických a ekonomických, tak i sociálních a kulturních práv.

## Infrastruktura
Město je obsluhováno mezinárodním letištěm Ngurah Rai, na které stále přilétají letadla s turisty a nachází se nedaleko města. Letiště slouží však i k obchodním účelům. Ve městě funguje i městská doprava, která je ale kvůli častým zácpám neefektivní.

## Partnerská města
- George Town, Malajsie
- Gran Canaria, Španělsko

- Chaj-kchou, Čína
- Phuket, Thajsko
- Veracruz, Mexiko